# Hippopsis densepunctata
Hippopsis densepunctata es una especie de escarabajo longicornio del género Hippopsis, tribu Agapanthiini, subfamilia Lamiinae. Fue descrita científicamente por Breuning en 1940.

## Descripción
Mide 8-9,2 milímetros de longitud.

## Distribución
Se distribuye por Brasil.